# Tolgadia
Tolgadia is een geslacht van rechtvleugeligen uit de familie veldsprinkhanen (Acrididae). De wetenschappelijke naam van dit geslacht is voor het eerst geldig gepubliceerd in 1920 door Sjöstedt.

## Soorten
Het geslacht Tolgadia omvat de volgende soorten:
- Tolgadia bivittata Sjöstedt, 1920
- Tolgadia infirma Stål, 1878